# Terapias Avanzadas

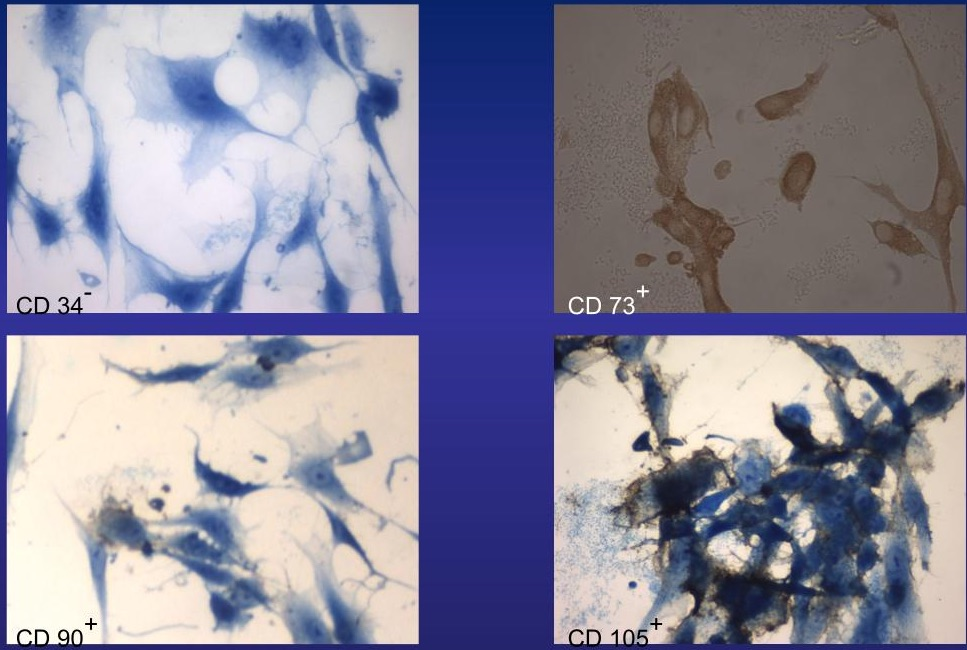

Las Terapias Avanzadas se refieren un conjunto de tratamientos médicos que utilizan células, genes o tejidos modificados en el laboratorio. Incluyen disciplinas como la Terapia Génica, Terapia Celular y la Ingeniería de Tejidos. Su objetivo es corregir, reemplazar, modificar o regenerar células, tejidos u órganos dañados o enfermos.
La denominación de Terapias Avanzadas se utiliza en la reglamentación vigente en Estados Unidos, Europa, Japón, Argentina y muchos otros países.  Dicha clasificación surge como consecuencia del avance de las ciencias médicas y de su distanciamiento del paradigma farmacológico tradicional. Mientras que las terapias farmacológicas utilizan medicamentos químicos para tratar enfermedades, las terapias avanzadas utilizan células, genes o tejidos para lograr el mismo objetivo. Más recientemente, se han añadido los nanomateriales con usos medicinales al conjunto de terapias avanzadas.
Las terapias avanzadas pueden ser utilizadas para tratar enfermedades o lesiones, como la piel en víctimas de quemaduras, osteoartrosis, ciertos tipos de cáncer o distrofia muscular. Por lo general se enfocan en enfermedades que no tienen cura, que pueden ser raras y/o de origen degenerativo o hereditario.
Para 2024, en Estados Unidos habían sido aprobadas más de 30 terapias avanzadas, que al sumarsen a las aprobadas en países de vanguardia médica como Europa, Japón, Corea del Sur y Australia llegan a la centena. En 2023, se alcanzó un número importante de nuevas aprobaciones a nivel mundial y se reportó que más de 2.500 desarrolladores de Norteamérica, Europa y Asia trabajaban en cerca de 2.000 ensayos clínicos para buscar aprobación de nuevas terapias, según cifras de la Alianza para la Medicina Regenerativa(ARM).

### Terapia Celular
La Terapia celular se basa en la noción de que las células pueden utilizarse como medicamentos. El organismo posee mecanismos naturales de reparación o eliminación de tejidos dañados. Mediante la terapia celular se busca dotar al organismo de células para potenciar esas funciones; o activarlas en caso de que sea necesario.
El uso de las células como medicamentos no es algo nuevo. En 1667, el francés Jean-Baptiste Denys realizó la primera transfusión sanguínea con éxito en seres humanos. En 1931, el cirujano suizo Paul Niehans (1882–1971) utilizó células embrionarias de oveja para tratar enfermedades de diversos órganos en humanos, y sus terapias también se emplearon en procedimientos de rejuvenecimiento. En 1956, el Dr. Edward Donnall Thomas llevó a cabo el primer trasplante de médula ósea entre dos gemelos idénticos para tratar la leucemia. Para 1969, ya había perfeccionado la técnica y logró un trasplante entre dos pacientes compatibles que no estaban emparentados. Estas experiencias tempranas sentaron las bases para la medicina regenerativa y el uso de células como medicamentos, lo que constituye la base de la terapia celular moderna.
Otra vertiente importante se inició en los años 90s, con los primeros ensayos clínicos de la terapia CAR-T contra el cáncer del sistema linfático. Esta terapia fue desarrollada por el Dr. Carl June y su equipo en la Universidad de Pensilvania. Su base consiste en utilizar linfocitos T del paciente para destruir los tumores. Los linfocitos T son cultivados y modificados en el laboratorio para que puedan reconocer y atacar al tumor.
En la actualidad existen Terapias Celulares aprobadas para combatir algunos tipos de cáncer del sistema linfático y anemias, la osteoartritis, las quemaduras de piel, la retinitis pigmentosa, la atrofia muscular. Y se realizan estudios prometedores para tratar la lesión de médula espinal y el tratamiento de una mayor variedad de tipos de cáncer.

### Terapia Génica

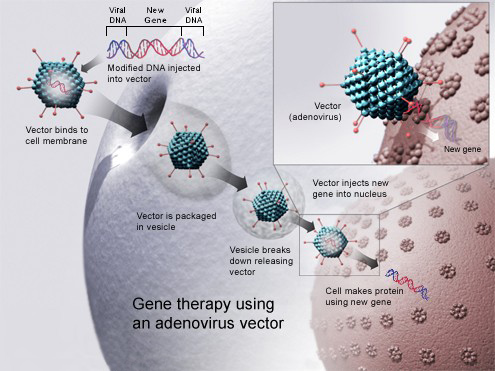
En la Terapia Génica se modifica un vector (usualmente un adenovirus) para introducirle el gen corregido. Luego se implanta el virus en el organismo, para que transporte el gen y lo inocule a las células.

La terapia génica se basa en el hecho de las propiedades biológicas de las células se derivan de las expresiones de los genes que conforman nuestro ADN. Si se tiene algún defecto en la expresión de un gen, las células funcionarán de forma inadecuada, manifestándose así la enfermedad. Se pensó entonces que, si se corregía o se sustituía un gen defectuoso, la enfermedad podría ser prevenida, tratada o curada completamente. 
La terapia génica es un enfoque terapéutico que busca modificar los genes de una persona para tratar o curar una enfermedad genética, como la hemofilia o la Inmunodeficiencia Combinada Severa; o adquiridas, como el cáncer, la hepatitis o el SIDA.
En 1990, se logró tratar por primera vez a un paciente con terapia génica con éxito. Se trataba de una niña de 4 años, que sufría de Inmunodeficiencia Combinada Severa causada por niveles insuficientes de la enzima adenosina deaminasa (ADA). La paciente recibió genes modificados usando un vector viral. Tras el tratamiento, sus estudios de evaluación inmunológica se normalizaron y se convirtió en una persona sana, sin infecciones importantes.

#### Mecanismos usados por la terapia génica
Se han desarrollado varias alternativas para aplicar la terapia génica a pacientes con enfermedades de origen genético. Estas se basan en la combinación de tres elementos:
- El material genético que se transferirá
- El método de transferencia
- El tipo celular al que se incorporará el material genético

En general, las estrategias persiguen tres objetivos básicos:
- La sustitución de un gen defectuoso mediante la introducción de una copia normal de éste en las células.
- La inhibición del funcionamiento de genes defectuosos que pueden contribuir el desarrollo de enfermedades.
- Introducir material genético que permita a la célula sintetizar nuevas proteínas con efecto terapéutico.

### Ingeniería de tejidos
La ingeniería de tejidos se refiere al conjunto de técnicas y procedimientos para la creación de tejidos funcionales, a partir de la combinación de moléculas químicas, células o andamiajes. Es una disciplina que se basa en el uso y desarrollo de biomateriales para regenerar, reparar o sustituir tejidos u órganos completos dañados. 
Los productos de la ingeniería de tejidos incluyen células, andamiajes y tejidos a ser implantados en pacientes, pero también a ser utilizados en investigaciones de fármacos o en el entendimiento de la evolución de ciertas enfermedades.

#### Estrategias terapéuticas de la ingeniería de tejidos
A partir de la capacidad de reproducir tejido y comprender sus funcionalidades, la ingeniería de tejidos sigue dos estrategias básicas de acción terapéutica:
- La construcción in vitro de tejidos, utilizando andamiajes naturales o sintéticos y células madre. Dichos tejidos son luego implantados en pacientes para recuperar funcionalidades de órganos afectados por pérdida o daño de tejido.

- La modificación in vivo del crecimiento celular y sus funciones, que busca enmendar el malfuncionamiento de tejidos mediante la añadidura de elementos que influyan en su performance, inhibiendo o promoviendo algunas funciones.

Además de estas estrategias, se prevé que la ingeniería de tejidos pueda tener un alto impacto en el desarrollo de fármacos. En lugar de utilizarse animales para pruebas preclínicas, podrían utilizarse tejidos desarrollados a partir de células humanas in vitro para evaluar la toxicidad de las drogas en estudio. Los datos recolectados podrían incrementar la efectividad de las drogas en pruebas clínicas posteriores.

### Nanomedicina
La nanomedicina combina la nanotecnología con las ciencias biomédicas y farmacéuticas, para producir nuevos medicamentos; maneras novedosas de distribución y absorción en el cuerpo de medicamentos existentes; y nuevas herramientas de diagnóstico.
Las nanopartículas utilizadas en medicina suelen oscilar entre 1 y 100 nanómetros (nm), y son mucho más pequeñas que un cabello humano, que tiene en promedio unos 60 mil nanómetros de espesor. Un nanómetro es la milmillonésima parte de un metro. Las nanopartículas además de su pequeño tamaño tienen una elevada superficie, y pueden modificar las propiedades bioquímicas, magnéticas u ópticas de una formulación farmacéutica. En la actualidad se explora su uso como ingredientes activos o inactivos de medicamentos, o como portadores de otros ingredientes activos.